# Bob Merrill (jazzmusicus)
Bob Merrill (New York, 1958) is een Amerikaanse jazzmusicus. Hij is zanger, speelt trompet, bugel en piano, tevens is hij arrangeur en muziekproducent. Hij is actief in de swing en mainstream jazz.

## Biografie
Merrill groeide op in Manhattan en kreeg op jonge leeftijd les bij Red Rodney. Tijdens zijn college-jaren leidde hij de Harvard Jazz Band, waarmee hij ook toerde. Hij studeerde aan Harvard University, daarna aan New England Conservatory. In die tijd speelde hij met o.a. Jaki Byard en diens Apollo Stompers Big Band. In 1977 maakte hij zijn eerste opnames, met Ran Blake.
Vanaf 1981 hield hij als fellow aan Harvard seminars over jazz. Tevens begon hij de concertreeks Jazz at the Pudding in jazzclub Hasty Pudding, hij leidde hier de huisband en begeleidde grootheden als Lee Konitz, Warne Marsh, Al Hibbler, Sheila Jordan en Archie Shepp. In 1986 keerde hij terug naar New York waar hij een studio begon, Hip Pocket Studios, en in de jaren erna voor sterren als Patti LaBelle, Sting, Art Garfunkel en Peter, Paul and Mary werkte. Tevens produceerde hij hier drie albums voor zijn oom Joe Bushkin. Voor Ruskin was hij ook actief als trompettist, muzikaal leider en arrangeur, tevens trad hij met hem op in de nachtclubs Tavern on the Green en The Supper Club, alsook in de Jazz Bakery in Los Angeles. In 1997 kwam hij met zijn debuutalbum Catch as Catch Can (Accurate), opgenomen met een bigband en musici als Harry Allen, Jeremy Kahn, Joe Cohn en Dennis Irwin.
In de jaren erna volgden de platen Got A Bran’ New Suit (2005, met o.m. Bill Charlap, John Allred, Harry Allen, Mike LeDonne, Howard Alden, Jay Leonhart en Duffy Jackson), Christmastime at the Adirondack Grill en Cheerin’ Up the Universe (Accurate Records, 2015, met John Medeski, Drew Zingg, Nicki Parrott en George Schuller, alsook de gastsolisten Roswell Rudd, Harry Allen, Russ Gershon en Matthew Fries). Ter ere van Joe Bushkin nam hij in 2017 Tell Me Your Troubles: Songs of Joe Bushkin op, een plaat met Bucky Pizzarelli, Kathryn Crosby, Nicki Parrott, Wycliffe Gordon, Eric Comstock en Joe Bushkin zelf (in 'Oh! Look at Me Now'). In de jazz was hij tussen 1977 en 2016 betrokken bij acht opnamesessies.